# Документи Пентагону

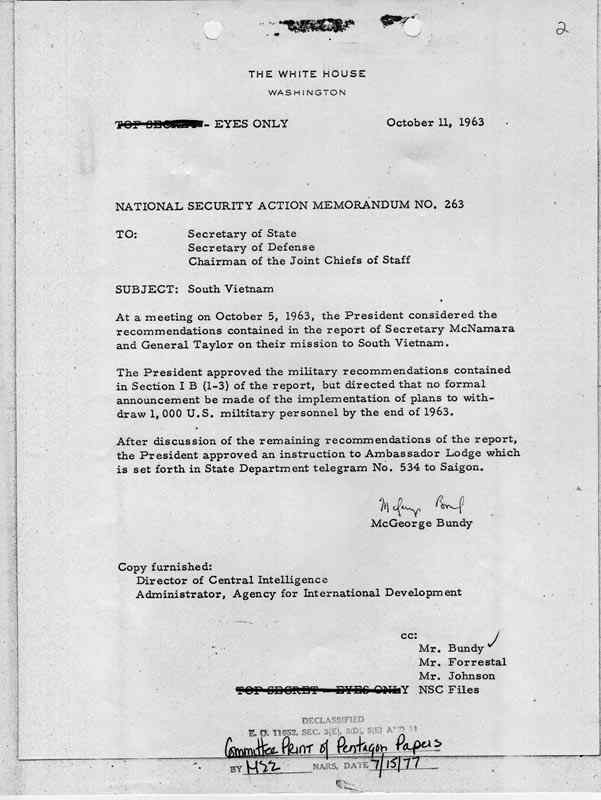
З архіву:
Білий Дім, Вашингтон, 11.10.1963;
Меморандум про національну безпеку №263;
до:
- Держсекратаря,
- Міністра Оборони,
- Голови Об'єднаного комітету начальників штабів;
Тільки для перегляду;
Предмет: Південний В'єтнам.
Копії надано:
- Директору ЦРУ,
- Агенції Міжнародного розвитку.

Документи Пентагону (або папери Пентагону, англ. Pentagon Papers) — загальноприйнята назва збірки «Американсько-в'єтнамські відносини, 1945—1967: Дослідження» («United States-Vietnam Relations, 1945—1967: A Study»), що призначалась для внутрішньовідомчого використання в міністерстві оборони США, однак була частково оприлюднена американською пресою в 1971 році під час В'єтнамської війни.

## Історія
Створення збірника було розпочато в червні 1967 року за ініціативою міністра оборони США Роберта Макнамари.
До проекту були залучені армійські офіцери, цивільні політологи та історики. Загальною метою було написання історії ухвалення американським урядом рішень по Індокитайському питанню, включаючи рішення безпосередньо в ході війни. Робота складалася з 7000 сторінок (більше половини яких займали різні документи) і не призначалося для оприлюднення в найближчому майбутньому.

## Публікація
Документи Пентагону стали доступні громадськості завдяки аналітику держдепартаменту США Деніелу Еллсбергу. Розчарувавшись у В'єтнамській війні, Еллсберг при звільненні з роботи зумів таємно скопіювати частину збірки. Він спробував запропонувати ці матеріали налаштованим проти війни членам Конгресу, а коли ця спроба провалилася, Еллсберг розказав про них відомому своєю критикою політики США у В'єтнамі журналісту «Нью-Йорк Таймс» Нейлу Шихану, який почав узгоджувати можливість публікації з керівництвом газети.

Редакція "Нью-Йорк Таймс" вирішила надрукувати 134 документи разом з власними коментарями та висновками замість того щоб друкувати весь об'єм інформації, отриманий від Еллсберга. В неділю 13 червня 1971 року газета вийшла друком документів Пентагону з заголовком на своїй першій сторінці:
"В'єтнамський архів: Дослідження Пентагону трьох десятиліть все зростаючого залучення США)"/

"Vietnam Archive: Pentagon Study Traces Three Decades of Growing US Involvement"
Публікація викликала значне незадоволення адміністрації Ніксона.
Документи, в числі багатьох компрометуючих Білий Дім фактів, зокрема вказували, що адміністрація попереднього президента Джонсона навмисно робила акції для ескалації війни, незважаючи на запевнення самого Джонсона про те, що США не прагнуть до її розширення. А 18 червня 1971 р. вже газета "The Washington Post" на основі закритих доповідей Пентагону, переданих Еллсбергом заступнику головного редактора відділу національних новин Бену Багдикяну, почала друкувати власну серію статей. У редакційному висновку "Washington Post" до оприлюднених документів зазначалося:
«Історія, яка розгортається, не є новою по своїй суті —- розраховане введення в оману громадськості, цілеспрямоване маніпулювання громадською думкою, приголомшливі розбіжності між публічними промовами та приватними планами. У нас були натяки на все це і раніше, шматочками та фрагментами. Але не в такій неймовірно вбивчій формі, та не з такою неспростовною документацією».
Початок публікації в "Вашингтон Пост" матеріалів про особливості політики уряду США щодо В'єтнамської кампанії призвів до ланцюгової реакції. Приклад газети "The Washington Post" наслідували - "Boston Globe", "Chicago Sun-Times", "St. Louis Post-Dispatch" та 12 інших газет.

## Судовий розгляд
Справа про публікації документів дійшла до Верховного Суду США, який постановив, що американські газети мають право їх публікувати.

## Вплив на суспільство
Оприлюднення документів Пентагону посилило недовіру американського суспільства до вищих владних структур, а самі документи використовувалися антивоєнним рухом як ще одне свідчення нещирості американського уряду в питанні війни у В'єтнамі.
В 2011 році на 40-ву річницю витоку, Національний архів США спільно з президентськими бібліотеками Кеннеді, Джонсона та Ніксона, розсекретив звіт (більше 48 коробок і 7 тисяч сторінок).

## Відображення у кінематографі
- The Pentagon Papers (2003), directed by Rod Holcomb and Executive Produced by Joshua D. Maurer
- The Most Dangerous Man in America: Daniel Ellsberg and the Pentagon Papers (2009) is an Oscar nominated documentary film, directed by Judith Ehrlich and Rick Goldsmith
- Daniel Ellsberg: Secrets - Vietnam and the Pentagon Papers. University of California Television (UCTV). August 7, 2008.
- «Секретне досьє» (2017)/The Post (2017) — американська біографічна історична драма Стівена Спілберга. Сценарій: Ліз Ганна та Джош Сінгер